# Cô vợ ngoại tình
Cô vợ ngoại tình (tên tiếng Anh: Listen to Love; tiếng Hàn: 이번 주, 아내가 바람을 핍니다; Romaja: Ibeon Ju, Anaega Barameul Pimnida; dịch nghĩa đen: "My Wife's Having an Affair This Week") là bộ phim truyền hình Hàn Quốc ra mắt năm 2016 với sự tham gia của hai diễn viên chính là Lee Sun-kyun và Song Ji-hyo. Phim được dựa trên bộ phim truyền hình Nhật Bản cùng tên năm 2017 kể về một người chồng đang nỗ lực hàn gắn lại cuộc hôn nhân của họ với sự giúp đỡ từ những cư dân mạng ẩn danh trên mạng xã hội. Phim được phát sóng định kỳ trên đài JTBC vào thứ Sáu và thứ Bảy hàng tuần lúc 20:30 (theo múi giờ Hàn Quốc - KST) từ ngày 28 tháng 10 đến ngày 3 tháng 12 năm 2016 với 12 tập phim.

## Nội dung
Phim là câu chuyện về cuộc hôn nhân của Do Hyun-woo (do Lee Sun-kyun thủ vai), một nhà sản xuất kỳ cựu mười năm và vợ mình là Jung Soo-yeon (do Song Ji-hyo thủ vai). Họ đã kết hôn và có một cuộc sống đầy sự tin tưởng, bền chặt kéo dài tám năm, cho đến khi Do Hyun-woo dần dần nhận ra được những dấu hiệu thể hiện rằng Jung Soo-yeon đang lừa dối anh, nói đúng hơn là đang ngoại tình. Điều này đã thúc đẩy việc anh bắt đầu sử dụng mạng xã hội để trò chuyện với những người bạn ẩn danh trên cộng đồng mạng của mình để tìm kiếm cách để cứu vãn cuộc hôn nhân đang rạn nứt của mình.

## Diễn viên

### Nhân vật chính
- Lee Sun-kyun thủ vai Do Hyun-woo / Toycrane (tên tài khoản)
- Song Ji-hyo thủ vai Jung Soo-yeon
- Kim Hee-won thủ vai Choi Yoon-gi
- Ye Ji-won thủ vai Eun Ah-ra
- Lee Sang-yeob thủ vai An Joon-young
- BoA thủ vai Kwon Bo-young

### Nhân vật phụ
- Lee Do-yeon thủ vai Thư ký của Yoon-gi
- Ye Soo-jung thủ vai Mẹ của Hyun-woo
- Kim Kang-hoon thủ vai Do Joon-soo
- Lee Seok-jun thủ vai Ji Seon-woo
- Han Seo-jin thủ vai Tình nhân bí mật của Yoon-gi
- Park Soo-young thủ vai Park Young-soo
- Jung A-in thủ vai Jung Eun-jung
- Jung Ji-ahn thủ vai Kim Mi-ha
- Shim Hee-sub thủ vai Lee Ji-hoon
- Lee Su-woong thủ vai Kang Seung-hyun
- Kim Young-ok
- Kim Hye-ok thủ vai Myunmokdongok (tên tài khoản)
- Woo Hyeon thủ vai Hanganggabshida (tên tài khoản)
- Jo Jae-ryong thủ vai Bbinkkobeunseunim (tên tài khoản)
- Kim Sun-hwa thủ vai Doksoogongbangnyeo (tên tài khoản)
- Jang Liu thủ vai Wetoli (tên tài khoản)
- Lee Byung-jin thủ vai Nooneneunnoon (tên tài khoản)
- Kim Tae-woo thủ vai Hyoomungeubshigchoong (tên tài khoản)

### Nhân vật khác
- Baek Bo-ram

### Khách mời đặc biệt
- Eun Ji-won[7]
- Kang Ho-dong
- Jung Yu-mi[8]
- Lee Hwi-jae
- Ki Tae-young

## Xếp hạng
Trong bảng thống kê bên dưới, số màu xanh nghĩa là tỷ lệ xếp hạng thấp nhất, số màu đỏ nghĩa là tỷ lệ xếp hạng cao nhất và số màu lục nghĩa là tỷ lệ xếp hạng trung bình tổng.
| Tập phim   | Ngày phát sóng    | Tỷ lệ khán giả trung bình | Tỷ lệ khán giả trung bình |
| Tập phim   | Ngày phát sóng    | AGB Nielsen               | TNmS                      |
| ---------- | ----------------- | ------------------------- | ------------------------- |
| 1          | 28 tháng 10, 2016 | 2.653%                    | 2.1%                      |
| 2          | 29 tháng 10, 2016 | 2.119%                    | 1.9%                      |
| 3          | 4 tháng 11, 2016  | 2.647%                    | 2.3%                      |
| 4          | 5 tháng 11, 2016  | 2.732%                    | 2.6%                      |
| 5          | 11 tháng 11, 2016 | 3.072%                    | 2.4%                      |
| 6          | 12 tháng 11, 2016 | 2.510%                    | 2.0%                      |
| 7          | 18 tháng 11, 2016 | 3.351%                    | 2.5%                      |
| 8          | 19 tháng 11, 2016 | 3.077%                    | 2.6%                      |
| 9          | 25 tháng 11, 2016 | 3.340%                    | 2.6%                      |
| 10         | 26 tháng 11, 2016 | 2.805%                    | 2.7%                      |
| 11         | 2 tháng 12, 2016  | 2.517%                    | 2.6%                      |
| 12         | 3 tháng 12, 2016  | 3.047%                    | 2.8%                      |
| Trung bình | Trung bình        | 2.823%                    | 2.4%                      |

- Bộ phim này được phát sóng trên một kênh truyền hình cáp / truyền hình trả tiền nên thường có lượng khán giả tương đối nhỏ hơn so với các đài truyền hình công cộng / truyền hình miễn phí (KBS, SBS , MBC và EBS).